# Barbarische Hochzeit
Barbarische Hochzeit (Originaltitel: Les Noces barbares) ist ein belgisch-französisches Filmdrama von Marion Hänsel aus dem Jahr 1987. Als literarische Vorlage diente ein Roman von Yann Queffélec. In Frankreich erlebte der Film am 25. November 1987 seine Premiere.

## Handlung
Die 14-jährige Nicole lernt in der Bar einen amerikanischen Soldaten namens William kennen. Dieser verspricht nach wenigen Treffen mit den Eltern, dass er Nicole heiraten und nach Verlegung der Truppe mit Nicole auf seiner Ranch leben werde. William ist jedoch ein bei der Polizei aktenkundiger Zechpreller, der in Wirklichkeit als Nachtwächter eines Parkhauses in der Bronx arbeitet, verheiratet ist und einen Sohn hat. Nicole und ihre Eltern wissen davon nichts. William erfährt, dass sein Camp aufgelöst werden soll und bittet Nicole, die Nacht mit ihm zu verbringen. Die 14-Jährige schleicht sich nachts aus dem Elternhaus und läuft zu dem Soldaten, der in einem Wagen auf sie wartet. In betrunkenem Zustand fährt er mit ihr ins Camp, wo erst er und dann andere die 14-Jährige vergewaltigen. In der Folge wird Nicole schwanger, worauf ihr Vater sehr ablehnend reagiert. Das geborene Kind bekommt den Namen eines vorbeifahrenden Fischkutters – Ludovic, kurz „Ludo“.
Im Alter von drei Jahren wird Ludo bei Nanette, einer Cousine von Nicole, untergebracht.
Ein Jahr später besucht Nicole zum ersten Mal ihren Sohn, beachtet ihn aber nicht. In der Nacht läuft Ludo davon, wird von der Polizei aufgegriffen und zurückgebracht. Als er seiner Mutter ins Haus folgen will, stößt sie ihn zurück, worauf er sich den Kopf anschlägt und ohnmächtig wird.
Daraufhin wird Ludo im Speicher von Nanettes Haus untergebracht, wo er von Nicole und ihrer Mutter mit Nahrung versorgt wird.
Eines Tages lernt Nicole den Witwer Micho, einen Mechaniker und ehrenamtlichen Klavierspieler, und seinen Sohn Tatav kennen. Micho und Nicole heiraten und Micho nimmt Ludo bei sich auf. Michos Sohn Tatav reagiert eifersüchtig auf Ludo und mag Nicole nicht. Die Beziehung zwischen Nicole und Ludo verbessert sich auch nach ihrer Hochzeit mit Micho nicht. Ludo versucht, Nicoles Zuneigung zu gewinnen, indem er ihr Geschenke macht, wird von ihr aber weiterhin entweder ignoriert oder beschimpft. Als Ludo 13 Jahre alt ist, versucht Nicole Micho dazu zu überreden, Ludo wegzuschicken, da er sie mit seiner Anwesenheit ständig an die Vergewaltigung erinnert, bei der er gezeugt wurde.
Micho gibt nach einer Weile nach und schickt Ludo in ein Heim für Debile, das von seiner Cousine Hélène Radkoff geleitet wird. Dort wird er einmal von Micho und Tatav, allerdings nie von Nicole besucht.
Drei Jahre später wird Ludo von Hélène Radkoff erwischt, wie er ein Mädchen küsst. Ludo soll daraufhin in eine psychiatrische Anstalt abgeschoben werden. In derselben Nacht verbrennt Ludo versehentlich eine Weihnachtskrippe und flieht aus der Anstalt. Er findet einen Unterschlupf in einem alten Schiffswrack. Am nächsten Tag macht Ludo einen längeren Spaziergang und entdeckt das Haus von Micho. Als er am Haus ankommt, sieht er, wie seine Mutter von einem fremden Mann verführt wird. Er schreibt ihr ein paar Zeilen auf eine Tüte.
Hélène Radkoff hat in der Zwischenzeit die Polizei verständigt und sucht weiterhin nach Ludo. Um Ludo aus seinem Versteck zu locken, bittet sie Nicole, nach ihm zu rufen. Als Ludo die Rufe hört, kommt er aus seinem Versteck, da er irrtümlich annimmt, seine Mutter liebe ihn doch. In der Folge kommt es erneut zum Streit zwischen den beiden, in dem Ludo seiner Mutter vorwirft, ihn nie besucht zu haben, und Nicole ihren Sohn erneut zurückweist. Ludo erdrosselt seine Mutter, zieht ihren Leichnam ins Wasser und schwimmt mit ihr in Richtung des offenen Meeres.

## Kritik
Das Lexikon des internationalen Films beschreibt Barbarische Hochzeit als „[ä]ußerst intensiv inszeniertes, diskussionswertes Drama um Gefühle, deren Leugnung zu existentieller Not führt“. Der Film sei „hervorragend gespielt und psychologisch glaubwürdig, gelegentlich aber allzu sehr um metaphorische Verdichtung bemüht“.

## Auszeichnungen
Der Film wurde auf dem ersten Barcelona International Film Festival 1987 mit dem Großen Preis prämiert. Marianne Basler erhielt 1988 für ihre Darbietung den Joseph-Plateau-Preis als Beste belgische Darstellerin.